# Spis powszechny w Polsce (1960)
Spis powszechny w Polsce w 1960 został przeprowadzony w dniach 6–15 grudnia 1960 według stanu o północy z 5 na 6 grudnia 1960. Przygotowania do spisu zainicjowała uchwała nr 92 Rady Ministrów z dnia 18 marca 1960, a tryb jego przeprowadzenia określiło rozporządzenie Rady z dnia 4 października 1960.
Spis zawierał m.in. pytanie o miejsce zamieszkania w 1950, zrezygnowano natomiast z pytania o miejsce urodzenia, zaś pytanie o fakt uczęszczania do szkoły oraz umiejętność czytania i pisania zastąpiono pytaniem o poziom wykształcenia.
Zgodnie z wynikami spisu liczba ludności Polski w 1960 wynosiła 29 775 508 osób. Wyniki spisu opublikowano nakładem Głównego Urzędu Statystycznego w latach 1961–1965, w 143 tomach otwartych i 470 zeszytach przeznaczonych do użytku służbowego w ciągu 4–5 lat po spisie.

## Ludność według województw
Źródło danych: SP 1960 ↓, s. 6-7 (strony 5 i 6 dokumentu PDF).
- W tabeli uwzględniono podział administracyjny obowiązujący w dniu 1 stycznia 1962[6].
- W tabeli nie uwzględniono 369 779 osób[4].

| Województwo       | Liczba ludności | Liczba ludności        | Liczba ludności |
| Województwo       | ogółem          | w miastach i osiedlach | na wsi          |
| ----------------- | --------------- | ---------------------- | --------------- |
| białostockie      | 1 090 231       | 327 779                | 762 452         |
| bydgoskie         | 1 708 298       | 820 793                | 887 505         |
| gdańskie          | 1 222 769       | 811 468                | 411 301         |
| katowickie        | 3 274 512       | 2 480 039              | 794 473         |
| kieleckie         | 1 815 667       | 495 659                | 1 320 008       |
| koszalińskie      | 687 915         | 306 967                | 380 948         |
| krakowskie        | 1 990 359       | 552 478                | 1 437 881       |
| Kraków (miasto)   | 481 296         | 481 296                | nd.             |
| lubelskie         | 1 801 384       | 444 645                | 1 356 739       |
| łódzkie           | 1 595 021       | 503 805                | 1 091 216       |
| Łódź (miasto)     | 709 698         | 709 698                | nd.             |
| olsztyńskie       | 881 332         | 315 701                | 565 631         |
| opolskie          | 929 033         | 354 182                | 574 851         |
| Poznań (miasto)   | 408 132         | 408 132                | nd.             |
| poznańskie        | 1 992 758       | 718 187                | 1 274 571       |
| rzeszowskie       | 1 586 157       | 387 035                | 1 199 122       |
| szczecińskie      | 757 884         | 470 272                | 287 612         |
| Warszawa (miasto) | 1 139 189       | 1 139 189              | nd.             |
| warszawskie       | 2 314 930       | 728 061                | 1 586 869       |
| Wrocław (miasto)  | 430 522         | 430 522                | nd.             |
| wrocławskie       | 1 806 310       | 938 330                | 867 980         |
| zielonogórskie    | 782 332         | 381 874                | 400 458         |
| Polska            | 29 405 729      | 14 206 112             | 15 199 617      |

## Wybrana bibliografia
- Spis Powszechny z dnia 6 grudnia 1960 r. Wyniki ostateczne. Ludność, gospodarstwa domowe. Polska. Warszawa: Główny Urząd Statystyczny, grudzień 1965.